# 永住寺
永住寺（えいじゅうじ）は、愛知県新城市字裏野3にある曹洞宗の寺院。山号は延命山。本尊は釈迦如来。
近世の曹洞宗の中核寺院における伝統的な伽藍構成を有しているとされ、曹洞宗寺院に多い愛知県でも伽藍を一体的に残す寺院は貴重とされている。本堂、開山堂及び位牌堂、庫裡及び書院、禅堂、衆寮、経蔵、鎮守殿、山門の8件が登録有形文化財。俳人の太田白雪の墓や句碑がある。
琴室派の一山であり、泉龍院と本末関係にある。2019年（令和元年）時点の住職は新美典昭。

## 歴史

### 創建
永正5年（1508年）に大谷城を築いた菅沼定広は、永正10年（1513年）に南設楽郡上平井村（現・新城市上平井）に弟の鵬雲文翼和尚を迎えて寺を創建した。開基は菅沼定広であり、鵬雲文翼和尚は大洞院泉龍院7世の琴室契音禅師を開山とした。
法兄泰年全継大和尚が2世となり、鵬雲文翼和尚自身は3世となった。菅沼定広の子である菅沼定継は今川氏の支配下にあり、永住寺は今川義元や今川氏真から証文が与えられている。
元亀4年（1573年）には武田信玄率いる武田軍と徳川軍の間で野田城の戦いが起こり、寺は武田軍の兵火で焼失した。

### 再興後
天正2年（1574年）、作手亀山城主の奥平定能が新城村裏野の現在地に寺を再興した。奥平貞能は母である空屋妙心大禅定尼の菩提を弔うために、同年に梵鐘を寄進している。
慶長11年（1606年）に水野分長が新城城に入城すると、水野分長は永住寺の本堂を再建した。寛永4年（1627年）には水野分長によって山門も建立され、さらに涅槃像、釈迦・文殊・普賢の三尊を寄進している。水野分長とその子である水野元綱は、正保2年（1645年）に新城を去るまで永住寺を篤く信仰した。
慶安元年（1648年）には旗本の菅沼定実が領主となり、幕末まで菅沼家の庇護にあった。
12世大瑞本光の代、元禄10年（1697年）に本堂が再建され、宝永2年（1705年）に庫裏が建てられた。13世寂光観中の代、享保7年（1722年）に禅堂が建てられた。

## 文化財

### 市指定文化財
- 喚鐘
  - 高さ73センチメートル、口径49センチメートル。竜頭19センチメートル[2]。天正2年（1574年）に奥平貞能から寄進された喚鐘[2]。1964年（昭和39年）5月9日、新城市指定文化財（工芸品）に指定された[5]。
- 今川義元証文
  - 今川義元から授けられた証文。1976年（昭和51年）12月21日、新城市指定文化財（古文書）に指定された[5]。

### 登録有形文化財
- 本堂

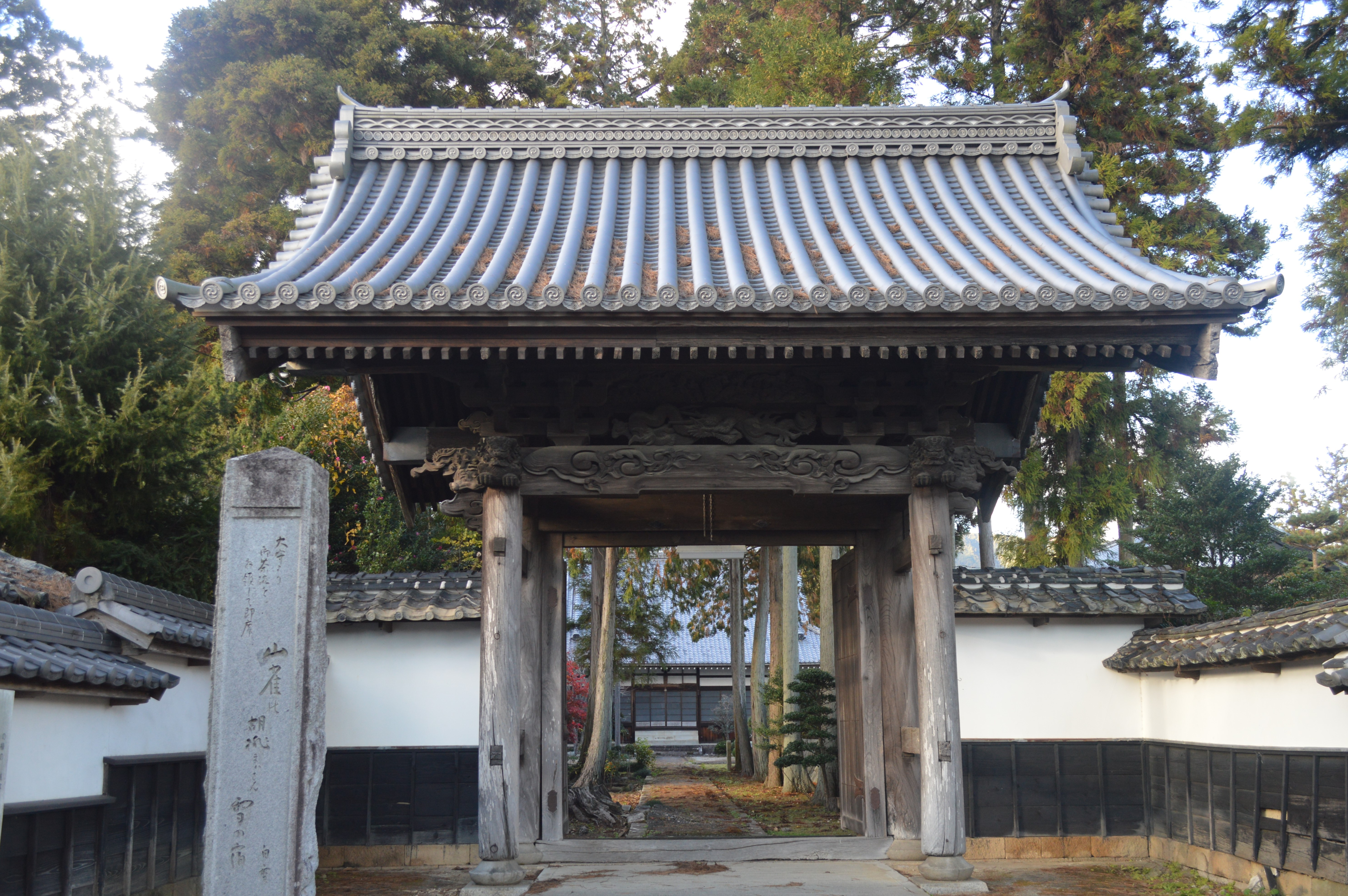
山門

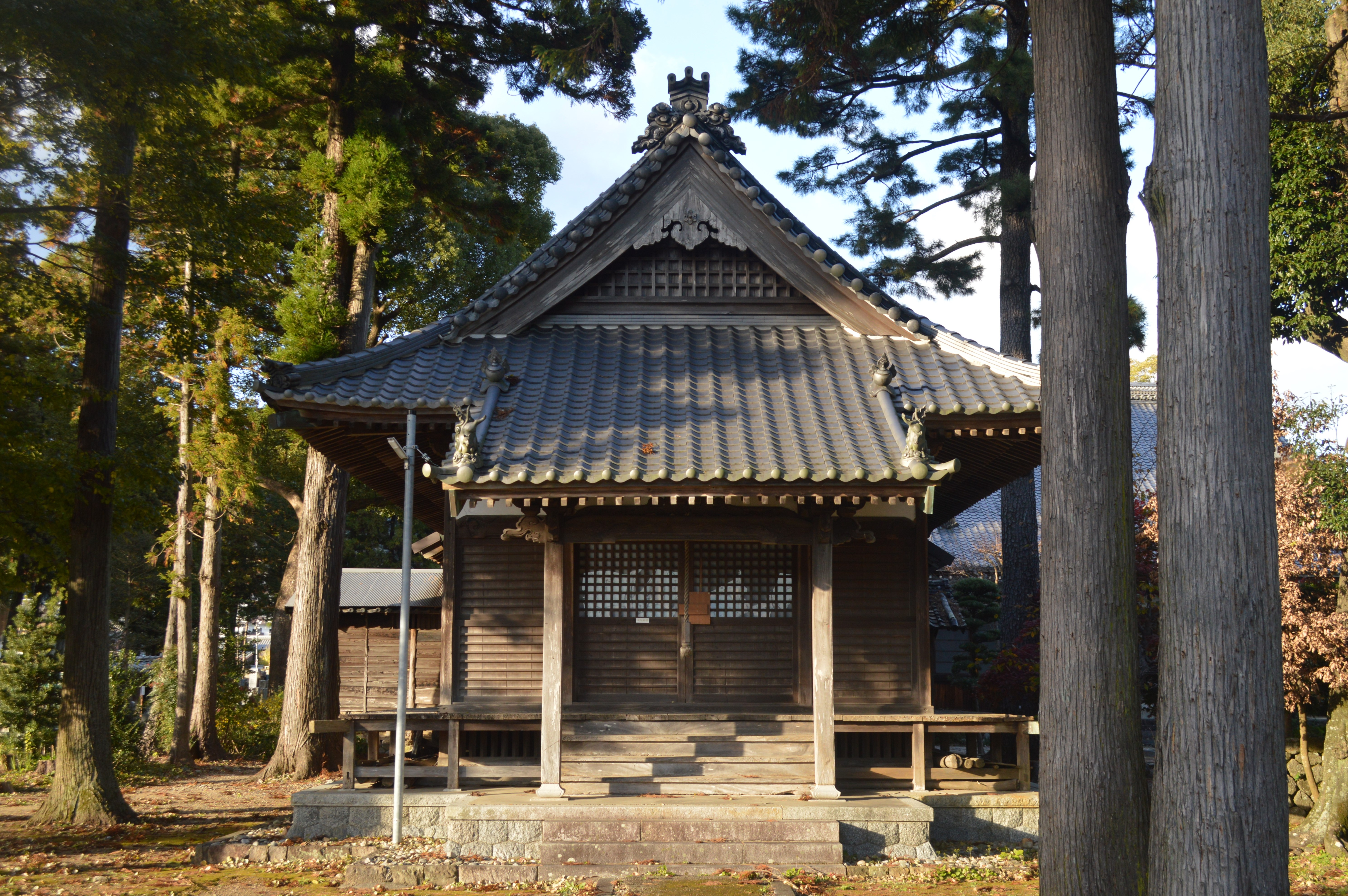
鎮守殿

  - 木造平屋建、桟瓦葺、建築面積298平方メートル[1]。桁行6間、梁間7間[1]。境内中央に南面して建つ[1]。
  - 元禄10年（1697年）竣工[1]。享保2年（1717年）に杮葺から瓦葺に改修された[1]。1978年（昭和53年）にも本堂の大改修を行った[2]。2019年（令和元年）12月5日登録[6]。登録理由は「造形の規範となっているもの」。
- 開山堂及び位牌堂
  - 木造平屋建、瓦葺、建築面積107平方メートル[1]。間口3間、奥行2間[1]。本堂の北側にある[1]。
  - 1893年（明治26年）竣工[1]。2019年（令和元年）12月5日登録[7]。登録理由は「造形の規範となっているもの」。
- 庫裡及び書院
  - 木造平屋建、瓦葺、建築面積702平方メートル[1]。庫裏は桁行15間半、梁間8間[1]。書院は桁行5間半、梁間11間。本堂の東側にある[1]。
  - 文化7年（1810年）竣工[1]。2019年（令和元年）12月5日登録[8]。登録理由は「造形の規範となっているもの」。
- 禅堂
  - 木造平屋建、金属板葺、建築面積72平方メートル[1]。間口5間、梁間4間[1]。本堂の南西にある[1]。延命会館とも[9]。
  - 享保7年（1722年）竣工[1]。2019年（令和元年）12月5日登録[10]。登録理由は「造形の規範となっているもの」。
- 衆寮
  - 木造平屋建、瓦葺、建築面積105平方メートル[1]。間口5間、梁間4間[1]。本堂の南西にある[1]。弘法堂とも[9]。
  - 享保7年（1722年）竣工[1]。2019年（令和元年）12月5日登録[11]。登録理由は「国土の歴史的景観に寄与しているもの」。
- 経蔵
  - 木造平屋建、瓦葺、建築面積9.9平方メートル[1]。間口3間、奥行3間、宝形造[1]。境内の北東にある[1]。
  - 江戸末期竣工[1]。2019年（令和元年）12月5日登録[12]。登録理由は「国土の歴史的景観に寄与しているもの」。
- 鎮守殿
  - 木造平屋建、瓦葺、建築面積57平方メートル[13]。伽藍の南西端にある。夢栄殿とも[9]。
  - 1926年（大正元年）竣工[13]。2023年（令和5年）2月27日登録[13]。登録理由は「国土の歴史的景観に寄与しているもの」。鎮守殿と山門の2件は他の6件とは異なる時期に登録されている[3][14]。
- 山門
  - 木造、瓦葺[15]。間口3.5メートル[15]。四脚門。伽藍の南にある。
  - 寛政6年（1794年）竣工[15]。水野元綱が寄進した山門は、寛政5年（1793年）に桃牛寺に移築され、翌年に寄進新築されたものである[2]。2023年（令和5年）2月27日登録[15]。登録理由は「再現することが容易でないもの」。鎮守殿と山門の2件は他の6件とは異なる時期に登録されている[3][14]。

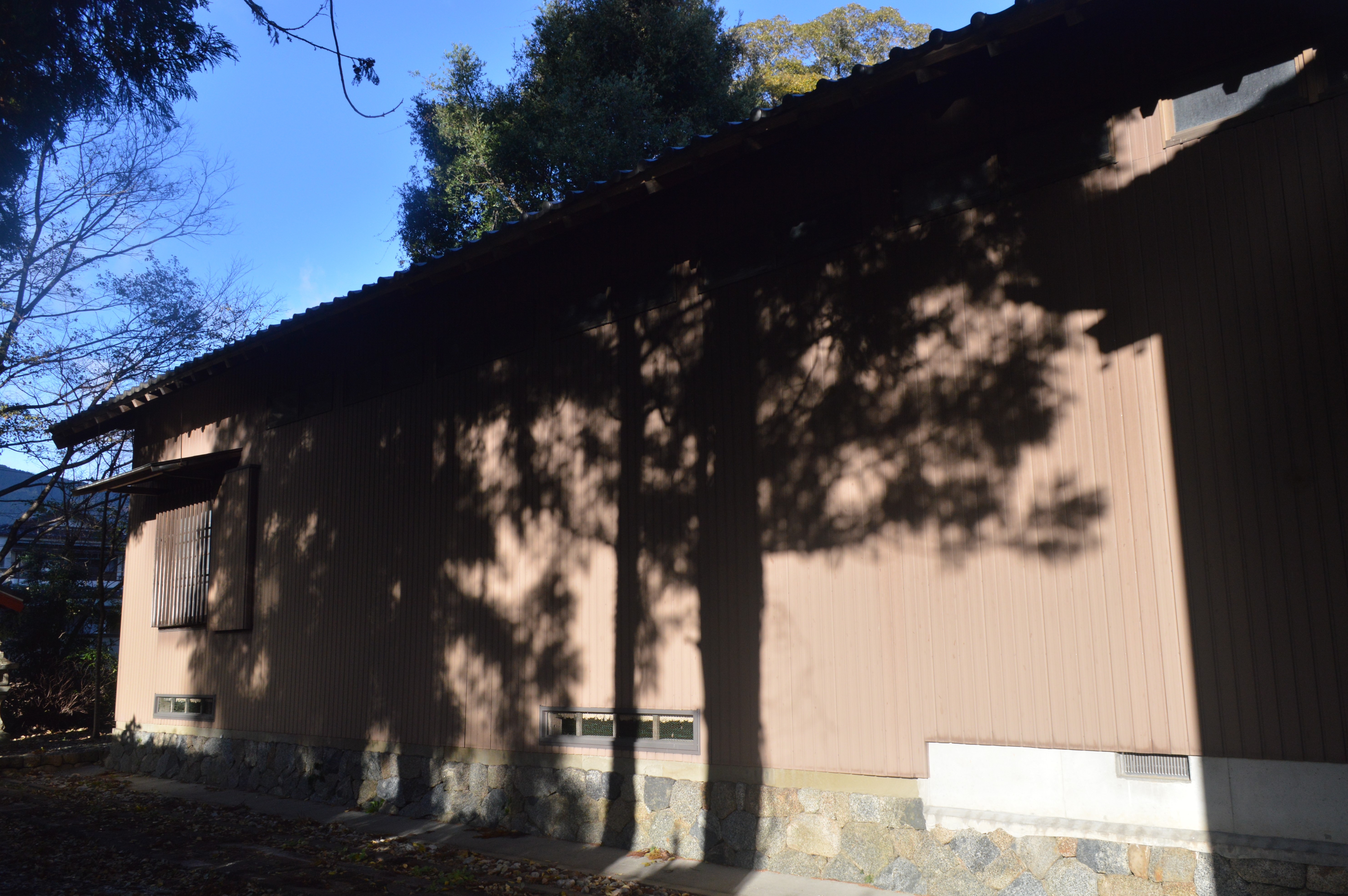
開山堂及び位牌堂
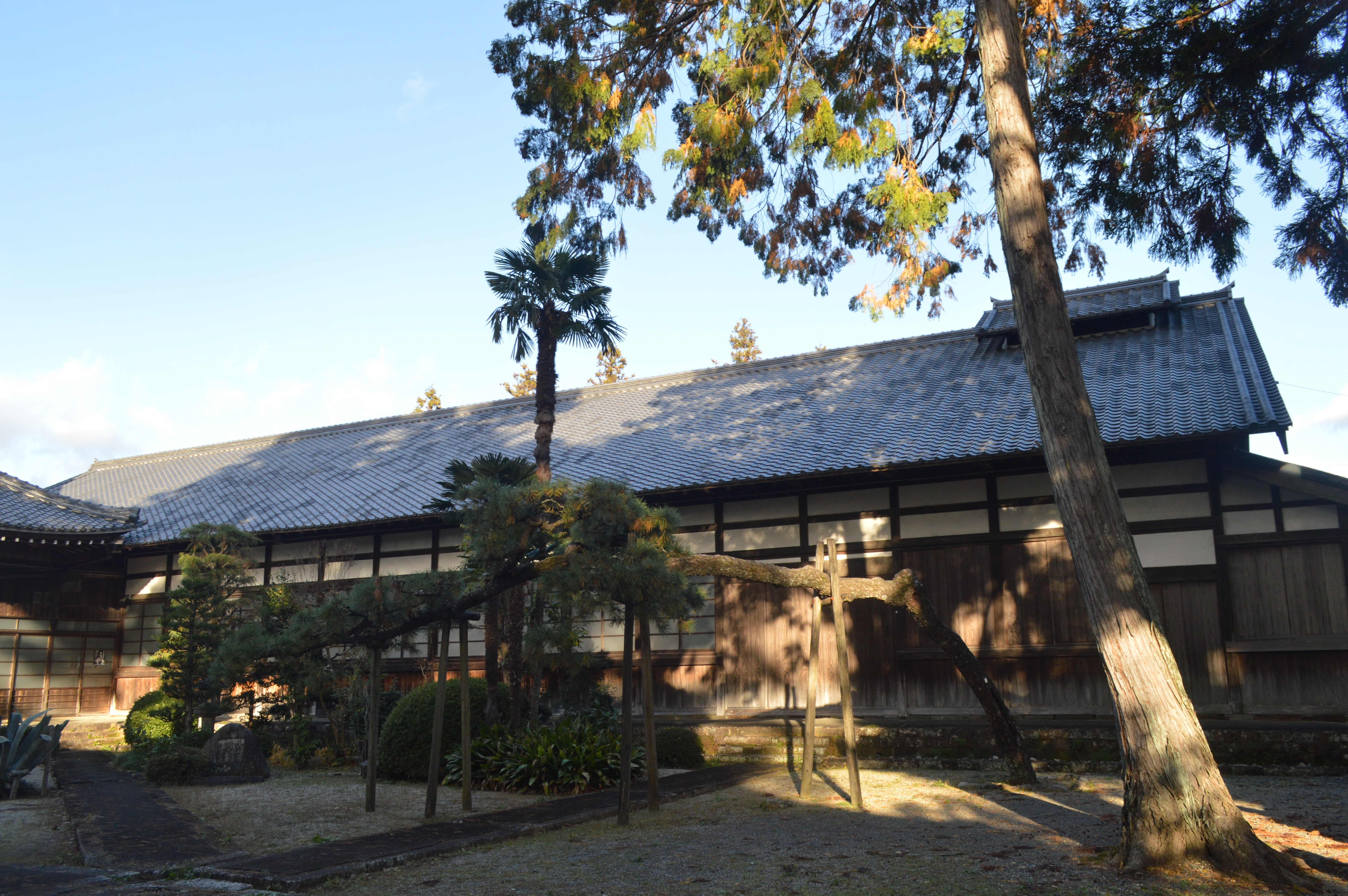
庫裡及び書院
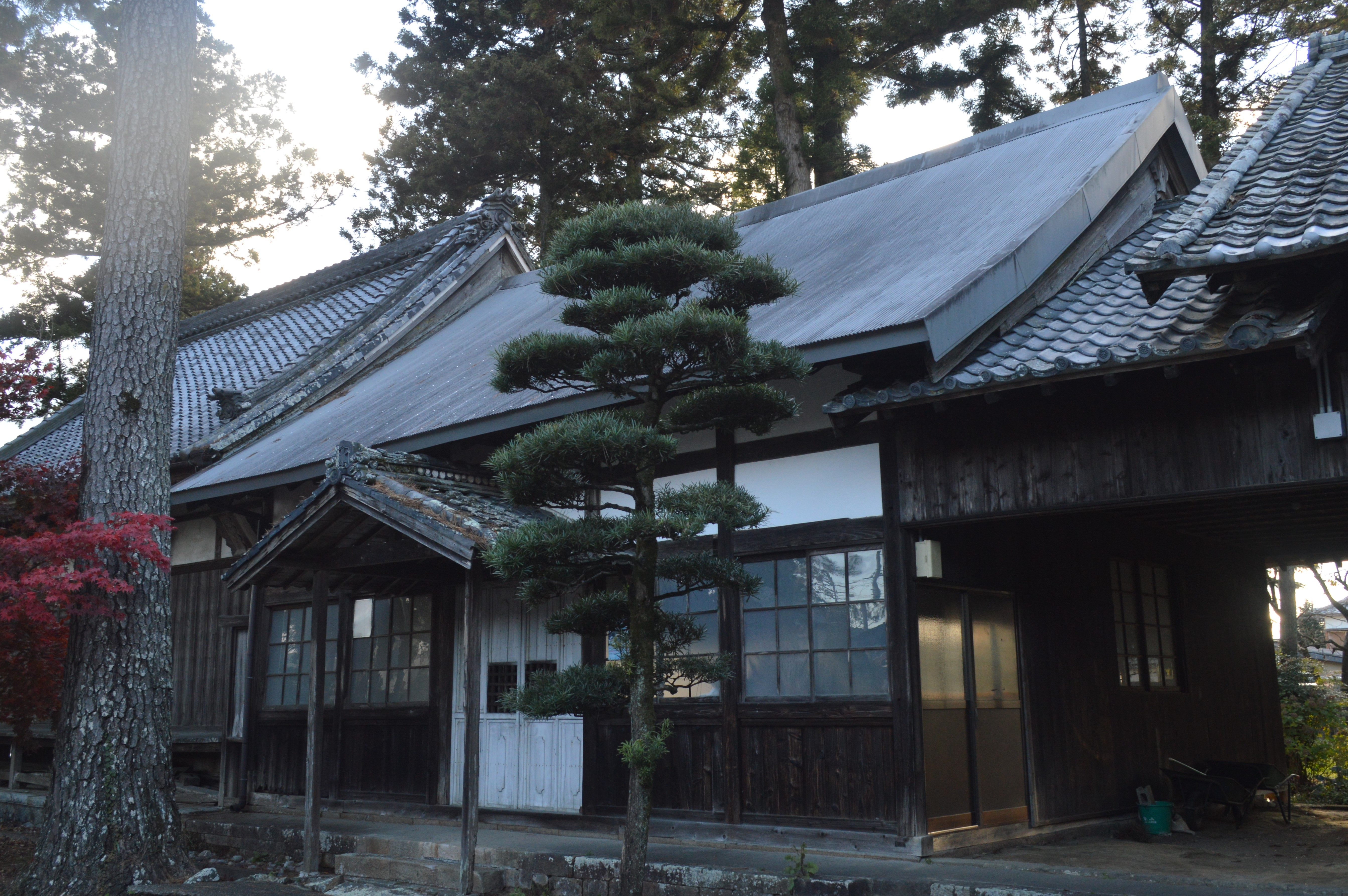
禅堂
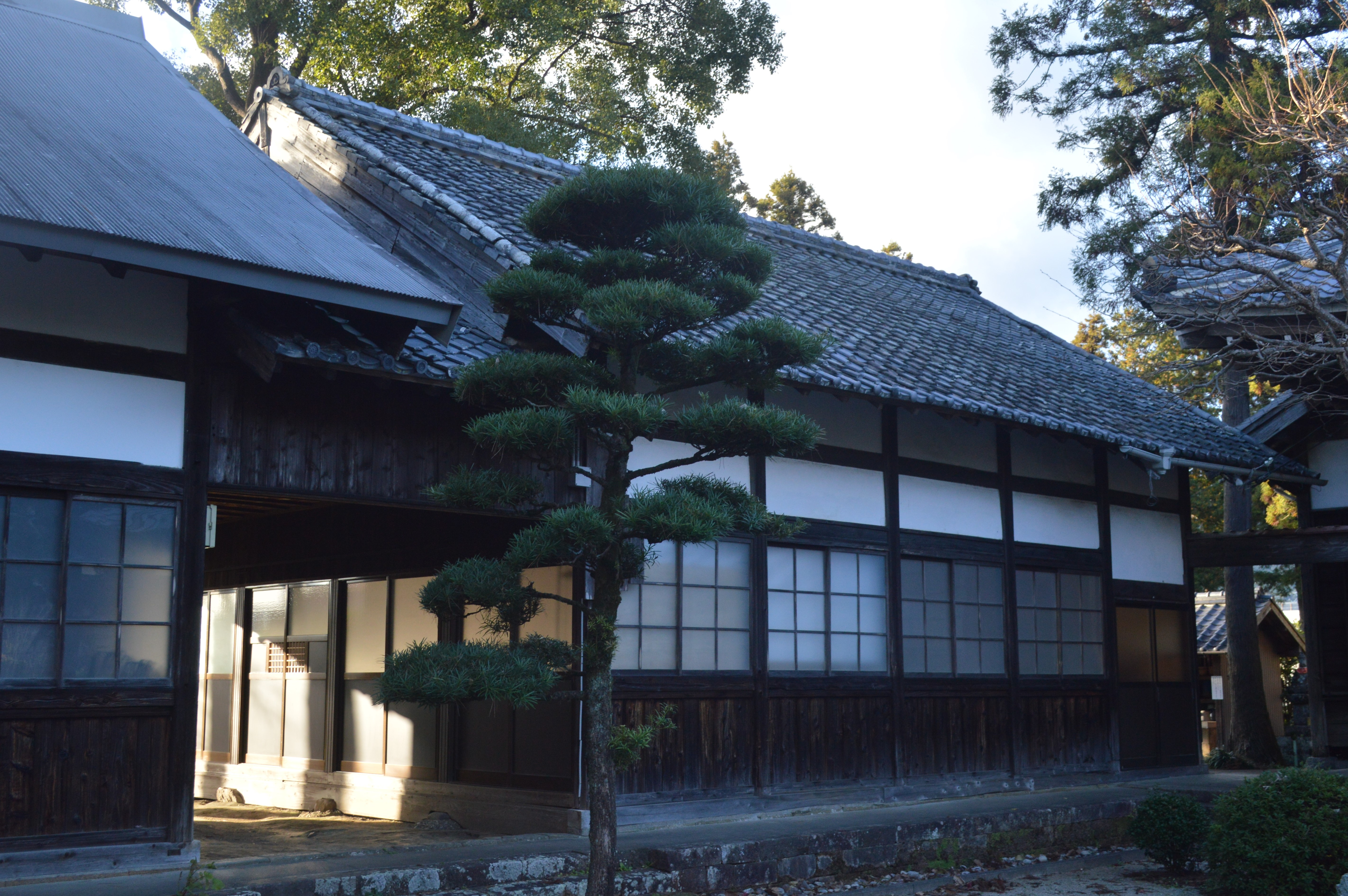
衆寮
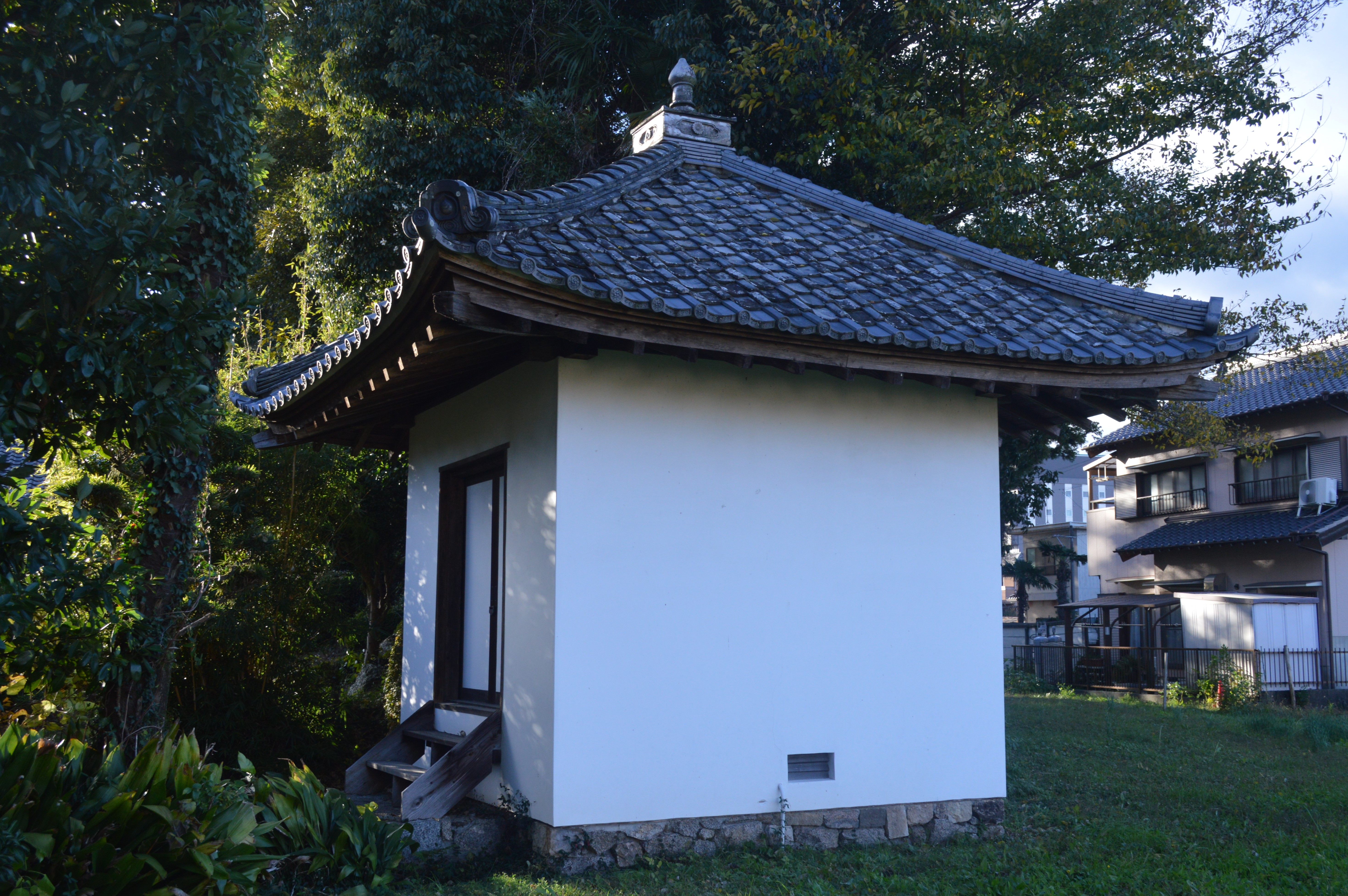
経蔵

## 末寺
1956年（昭和31年）時点の末寺は以下のとおりである。
- 桃牛寺（新城市的場）
- 祥雲寺（新城市片山）
- 張原寺（新城市上平井）
- 養命寺（新城市上平井）
- 清竜寺（新城市下平井）
- 福住寺（新城市宗高）
- 庚申寺（新城市橋向）

- 増円寺（群馬県）
- 高福寺（山形県）
- 竜洞寺（山形県）
- 高音寺（山形県）
- 久昌寺（山形県）
- 竜谷寺（山形県）
- 延命寺（山形県）
- 蓬来院（山形県）